# 唸るライオン

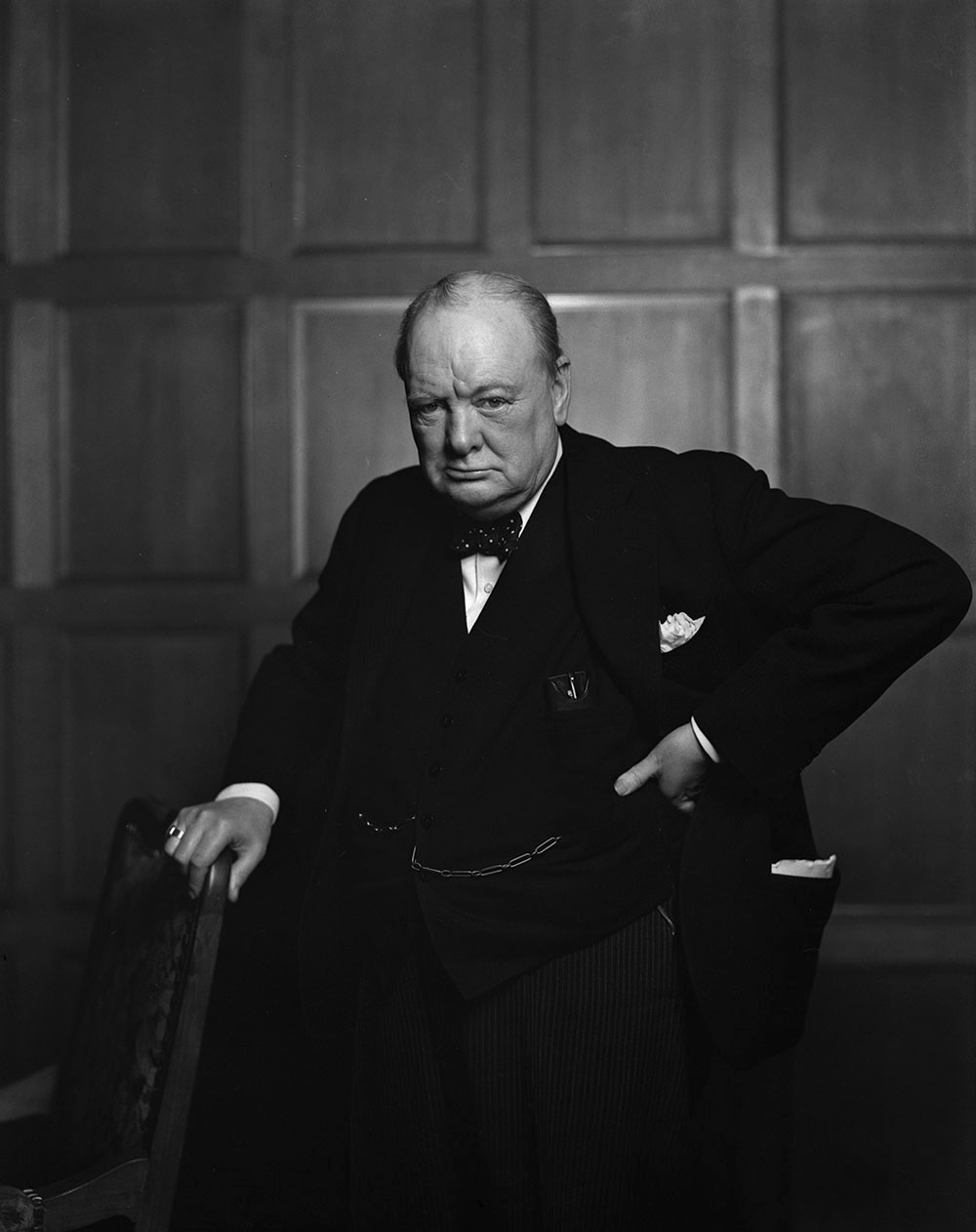
『唸るライオン』

『唸るライオン』（英: The Roaring Lion）は、イギリスの元首相であるウィンストン・チャーチルの有名な写真である。この写真は、1941年に、カナダのオンタリオ州オタワにある国会議事堂の中央ブロックで、トルコ生まれのアルメニア系カナダ人写真家、ユーサフ・カーシュによって撮影された。
この写真は、1941年12月30日にチャーチルが第二次世界大戦に関するスピーチをカナダの国会議員に行った後、オタワにある国会の庶民院議長室で撮影された。この撮影は、カナダの元首相のウィリアム・ライアン・マッケンジー・キングによる計らいで行われた。
フォトセッションは短く、その際にカーシュはチャーチルが手に持っていた葉巻を取り除いた。そのためチャーチルはイライラし、表情に不快感が現れている。USCフィッシャー美術館は「ファシズムに対する英国の立場の瞬間的なアイコンとなった、反抗的で嘲笑する写真」と評した。
1945年5月21日、雑誌『ライフ』表紙に使用された。現在、この写真は、最初に撮影されたカナダのコモンズの家のスピーカーの部屋の壁に掛かっている。